# Federación Castellana de Fútbol
La Federación Castellana de Fútbol fue una federación futbolística refundada en 1932 —sucesora de la anterior Federación Regional del Centro (FRC)— encargada de regir el panorama futbolístico en la región del centro hasta el año 1987, fecha en la que es relevada por la Federación de Fútbol de Madrid (FFM). Un año antes, los equipos de las recientemente formadas nuevas comunidades castellanas abandonaron la federación central para pasar a formar parte de la Federación de Fútbol de Castilla-La Mancha (FFCM) y de la Federación de Castilla y León de Fútbol (FCyLF).

## Historia

### Nacimiento de la primera federación regional
Esta entidad, que en 1963 celebró su cincuentenario con la acuñación de una medalla conmemorativa, surgió en 1913. El primer nombre de la Federación fue el de Federación Regional Centro, con equipos de Ávila, Ciudad Real, Cuenca, Guadalajara, Madrid, Segovia y Toledo, que se constituyó el 13 de octubre de 1913.
Los antecedentes de la Federación Castellana de Fútbol se remontan a 1903. En este sentido, como se afirma en documentación de la RFEF, "los antecedentes de la entidad castellana se remontan a diez años antes, en 1903, cuando presidía la Federación Madrileña de Sociedades de Foot-Ball Carlos Padrós, expresidente del Madrid...".
El historiador José Manuel Sánchez Ron, en su obra 1907-1987, la Junta para Ampliación de Estudios e Investigaciones, se refiere a los éxitos de la Residencia de Estudiantes en las competiciones futbolísticas de la Federación Castellana en el primer tercio del siglo XX.
En 1932, la Federación Castellana de Fútbol se refundó con "los equipos de las provincias de Ávila, Ciudad Real, Cuenca, Guadalajara, Madrid, Segovia y Toledo, que procedían de la Federación Regional del Centro, y los de León, Salamanca, Soria, Valladolid y Zamora, que procedían de la Federación Castellano Leonesa de Fútbol".
Los equipos de Burgos y Palencia, que no se habían incorporado inicialmente a la Federación en 1932, se incorporaron posteriormente, pues en 1941 formaban parte de la Federación Castellana.
En 1939, la federación cambió su nombre por el de Federación Regional Castellana de Fútbol. Años después, en 1950, la federación recuperó su nombre original y los equipos de las provincias de Valladolid y Salamanca, junto a los equipos Ávila C.F. y S.D. Gimnástica Segoviana, se integraron en la recién creada Federación Regional Oeste de Fútbol (pocos años después, en 1954, los equipos Ávila C.F. y S.D. Gimnástica Segoviana se reincorporaron a la Federación Castellana de Fútbol). La Federación Regional Oeste de Fútbol incorporó, en 1952, a los equipos Burgos, León y Palencia.
Entre 1943 y 1976, la Federación Castellana de Fútbol organizó la Copa Ramón Triana (organizó, además, la Copa Presidente Federación Castellana de Fútbol de 1941). En 1946, el presidente de la Federación Castellana de Fútbol era Benito Pico.
En 1963, con motivo del cincuentenario de la entidad, la Federación Castellana de Fútbol acuñó una medalla conmemorativa de plata con la inscripción «Don Luis Soriano» y editó el Libro de oro de la Federación Castellana de Fútbol, de José María Laita.
En 1968, los estadios de la Federación Castellana eran los de Vía Lusitana y Ramírez de Arellano, en la ciudad de Madrid. En 1979, la sede de la Federación Castellana de Fútbol estaba situada en la calle Ferraz, 7.
En 1986, los equipos de las provincias de Ávila y Segovia se integraron en la Federación de Castilla y León de Fútbol y los de las provincias de Ciudad Real, Cuenca, Guadalajara y Toledo en la Federación de Fútbol de Castilla-La Mancha, de reciente creación, quedando únicamente los de la provincia de Madrid.
En 1987, la Federación Castellana de Fútbol fue disuelta y los equipos que todavía permanecían en ella, todos ellos de la recién creada Comunidad de Madrid, fueron integrados en la Federación Madrileña de Fútbol.
Presidentes: Benito Pico (1946), Luis Soriano (1963), Adolfo Gil de la Serna (1980).

## Competiciones organizadas por la Federación Castellana de Fútbol
- Campeonato Regional Centro 1902-03 hasta 1939-40.[n 3]
- Copa Federación Centro (Copa Castilla) Desde 1922-23 hasta 1952-53.[n 4]
- Campeonato de Castilla de Aficionados Desde 1929-30 hasta 1935-36 y desde 1939-40 hasta 1986-87.[n 5]
- Copa Ramón Triana Desde 1943-44 hasta 1945-46 y desde 1952-53 hasta 1975-76.
- 1.ª Regional Preferente Castellana Desde 1973-74 hasta 1986-87.[13]
- 1.ª Regional Ordinaria Castellana Desde 1934-35 hasta 1935-36 y desde 1940-41 hasta 1986-87.[14]
- 1.ª Regional B Castellana 1939-40.[15]
- 2.ª Regional Preferente Castellana 1934-35 y desde 1946-47 hasta 1952-53.[16]
- 2.ª Regional Ordinaria Castellana Desde 1939-40 hasta 1986-87.[17]
- 3.ª Regional Preferente Castellana Desde 1969-70 hasta 1985-86.[18]
- 3.ª Regional Ordinaria Castellana Desde 1939-40 hasta 1977-78 y desde 1979-80 hasta 1986-87.[19]
- 4.ª Regional Ordinaria Castellana Desde 1954-55 hasta 1962-63.[20]
- 5.ª Regional Ordinaria Castellana Desde 1954-55 hasta 1955-56.[21]